# Enna minor
Enna minor là một loài nhện trong họ Trechaleidae.
Loài này thuộc chi Enna. Enna minor được miêu tả năm 1925 bởi Petrunkevitch.